# 第十号掃海艇 (3代)
|                    |                                                              |
| 艦歴               |                                                              |
| 計画               | 昭和12年度計画（③計画）                                      |
| 起工               | 1937年12月21日                                               |
| 進水               | 1938年9月22日                                                |
| 竣工               | 1939年2月15日                                                |
| その後             | 1941年12月10日米軍機の銃撃による爆雷爆発により沈没           |
| 除籍               | 1942年3月15日                                                |
| 性能諸元（竣工時） |                                                              |
| 排水量             | 基準：630t 公試：738t                                        |
| 全長               | 72.5m                                                        |
| 水線長             | 71.3m                                                        |
| 全幅               | 7.85m                                                        |
| 吃水               | 2.60m                                                        |
| 主缶               | ロ号艦本式罐・石炭重油混焼 2基                               |
| 機関               | 艦本式オールギヤードタービン 2基 2軸推進 3,850㏋             |
| 燃料               | 石炭 118t 重油 48t                                           |
| 速力               | 20kt                                                         |
| 航続距離           | 14ktで2,000海里                                              |
| 乗員               | 103名                                                        |
| 兵装               | 45口径三年式12cm単装砲 3基 25mm連装機銃 1基 爆雷 36個 掃海具 |

第十号掃海艇（だいじゅうごうそうかいてい）は、日本海軍の掃海艇。第七号型掃海艇 (3代)の4番艇。

## 艦歴
1937年（昭和12年）12月21日、石川島造船所で起工。1938年（昭和13年）5月28日、掃海艇に類別。同年9月22日進水。1939年（昭和14年）2月15日に竣工。佐世保鎮守府籍に編入。
1939年には日中戦争において華南の作戦に参加。
1941年（昭和16年）4月10日に第三艦隊が新編された。この艦隊は第十六戦隊、第十七戦隊、第五水雷戦隊、第十二航空戦隊、第一根拠地隊、第二根拠地隊からなり、「第九号掃海艇」は第一根拠地隊の第二十一掃海隊に所属していた。
太平洋戦争では比島部隊第二急襲隊の一隻としてフィリピンのビガン攻略に参加した。第二急襲隊は上陸部隊を乗せた船団を護衛して1941年12月7日に馬公から出撃。12月10日に上陸が行われた。同日、「第九号掃海艇」はビガン湾で米陸軍機の銃撃により爆雷が爆発し沈没。79名が戦死し、17名が負傷した。これは第34追撃飛行隊のP-35A（サムエル・H・マレット中尉機）によるもので、同機は爆発に巻き込まれ墜落した。
1942年（昭和17年）3月15日に除籍。

## 歴代艇長
艤装員長
- 志摩岑 少佐：1938年11月15日[11]

艇長
- 志摩岑 少佐：1939年2月15日[12] - 1939年11月15日[13]
- （兼）山上亀三雄 少佐：1939年11月15日[13] - 1940年5月1日[14]
- 種子島洋二 少佐：1940年5月1日[14] - 1940年10月15日[15]
- 福山強 大尉：1940年10月15日[16] - 1941年9月15日[17]
- 鈴木康吉 予備大尉：不詳 - 1942年1月15日[18]